# Скелетон на зимних Олимпийских играх 2010
Соревнования по скелетону на зимних Олимпийских играх 2010 прошли 18 и 19 февраля. Были разыграны два комплекта наград.
Четыре из шести призёров зимних Олимпийских игр 2006 года в Турине приняли участие в соревнованиях, но все они остались без медалей. Представители Германии, Латвии и России впервые выиграли олимпийские медали в этом виде спорта.

## Медали

### Общий зачёт
(Жирным выделено самое большое количество медалей в своей категории; принимающая страна также выделена)
| Общее количество медалей | Общее количество медалей | Общее количество медалей | Общее количество медалей | Общее количество медалей | Общее количество медалей |
| Место                    | Страна                   | Золото                   | Серебро                  | Бронза                   | Всего                    |
| ------------------------ | ------------------------ | ------------------------ | ------------------------ | ------------------------ | ------------------------ |
| 1                        | Великобритания           | 1                        | 0                        | 0                        | 1                        |
| 1                        | Канада                   | 1                        | 0                        | 0                        | 1                        |
| 3                        | Германия                 | 0                        | 1                        | 1                        | 2                        |
| 4                        | Латвия                   | 0                        | 1                        | 0                        | 1                        |
| 5                        | Россия                   | 0                        | 0                        | 1                        | 1                        |

### Медалисты

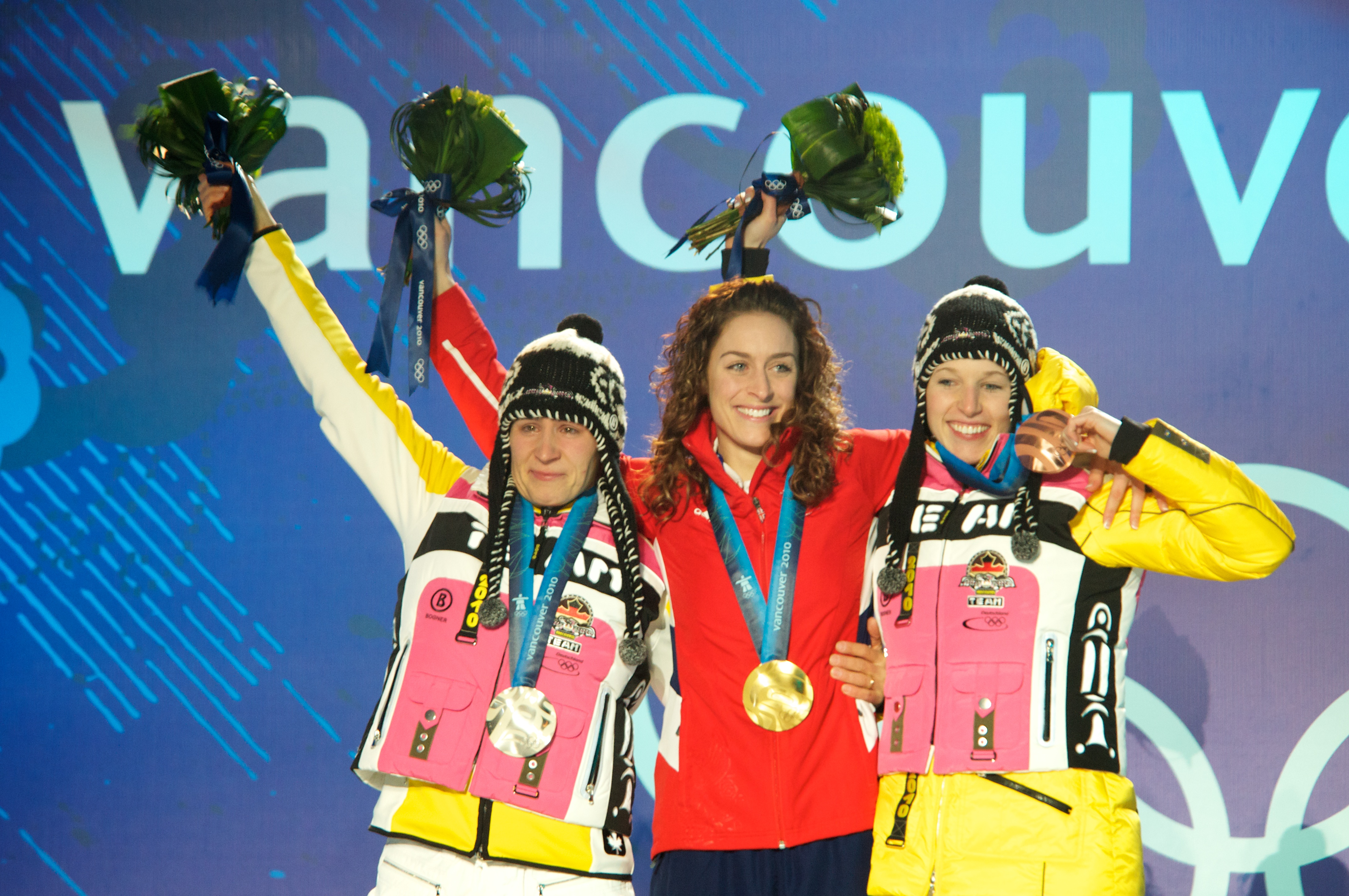
Олимпийский пьедестал в женском скелетоне (слева направо): Керстин Шимковяк, Эми Уильямс и Аня Хубер

| Дисциплина | Золото                     | Серебро                   | Бронза                     |
| Мужчины    | Джон Монтгомери Канада     | Мартинс Дукурс Латвия     | Александр Третьяков Россия |
| Женщины    | Эми Уильямс Великобритания | Керстин Шимковяк Германия | Аня Хубер Германия         |

## Спортивные объекты
| Санный центр Уистлера |
| --------------------- |
| Шестой поворот трассы |
| Вместимость: 12 000   |

## Расписание соревнований
Время приведено для тихоокеанской временной зоны (UTC-8).
| День | Дата                | Начало | Окончание | Вид соревнований | Этап       |
| ---- | ------------------- | ------ | --------- | ---------------- | ---------- |
| 7-й  | Четверг, 18-02-2010 | 16:00  | 21:00     | Женщины          | Заезды 1-2 |
| 7-й  | Четверг, 18-02-2010 | 16:00  | 21:00     | Мужчины          | Заезды 1-2 |
| 8-й  | Пятница, 19-02-2010 | 15:45  | 20:30     | Женщины          | Заезды 3-4 |
| 8-й  | Пятница, 19-02-2010 | 15:45  | 20:30     | Мужчины          | Заезды 3-4 |